# Понтедасио
Понтедасио (итал. Pontedassio) је насеље у Италији у округу Империја, региону Лигурија.
Према процени из 2011. у насељу је живело 1436 становника. Насеље се налази на надморској висини од 61 м.

## Становништво
Према резултатима пописа становништва 2011. у општини је живело 2.356 становника.
| 1931. | 1936. | 1951. | 1961. | 1971. | 1981. | 1991. | 2001. | 2011. |
| ----- | ----- | ----- | ----- | ----- | ----- | ----- | ----- | ----- |
| 2.008 | 1.814 | 1.807 | 1.823 | 1.756 | 1.639 | 1.651 | 2.002 | 2.356 |